# Gerrit Roorda
Gerrit Roorda (Tijnje, 4 september 1890 - Tijnje, 9 februari 1977) was een Friese, communistische politicus en een politieke activist. Na een eerder huwelijk in de Verenigde Staten trouwde hij op 9 mei 1923 met Pytsje Loopstra, met wie hij een dochter kreeg.
Roorda was de zoon van een onderwijzer in het Friese Tijnje. Zijn vader was lid van de SDAP. Als timmerknecht had hij vanaf zijn dertienjarige leeftijd diverse patroons. Uit een zekere zucht naar avontuur emigreerde hij in 1910 naar de Verenigde Staten, waar hij, na een tijd als knecht te hebben gewerkt in Iowa, een timmerbedrijf kon beginnen. Door een antimilitaristische houding, en later door vakbondsactiviteiten, werd hij enkele malen door de Amerikaanse autoriteiten gevangengezet.
In 1919 keerde hij terug naar Nederland en werd mede door de invloed van L. de Visser lid van de Communistische Partij Holland (CPH), die toen net was opgericht. Roorda kwam in Amsterdam te werken en had een goed contact met de partijleiding. In 1922 keerde hij terug naar Friesland, waar hij zich ontpopte als stakingsleider, zowel in de bouw als in de werkverschaffing. Hij richtte een plaatselijke CPH-afdeling op en werd in 1927 in de gemeenteraad van Opsterland en in de  Provinciale Staten verkozen, waar hij zich sterk maakte voor de positie van werklozen. In 1939 maakte hij een reis naar de Sovjet-Unie.
Als medewerker van het illegale communistische blad Het Noorderlicht werd hij in maart 1941 gearresteerd door de bezetter, en in Schoorl geïnterneerd, waar hij na anderhalve maand weer werd vrijgelaten. Wegens hulp aan onderduikers werd Roorda in de zomer van 1944 opnieuw vastgezet, in een kamp in Groningen. Daaruit kon hij echter ontsnappen en door onder te duiken kon hij tot de bevrijding verder uit handen van de Duitsers blijven.
Na de bevrijding werd hij weer actief voor de CPN, maar Roorda verzette zich tegen diverse standpunten van de partijleiding, hetgeen hem daarmee in steeds scherper conflict bracht. Roorda was echter populair, en wist opnieuw in gemeenteraad en in de Provinciale Staten van Friesland verkozen te worden. Niettemin verhardde het conflict en uiteindelijk werd Roorda bij de verkiezingen in 1949 uit de partij gezet, waarop hij zich aansloot bij de Socialistische Unie. Die partij riep eind van de jaren vijftig op tot het lidmaatschap van de Pacifistisch Socialistische Partij (PSP), waarvoor Roorda uiteindelijk in 1966 bedankte. Hij bleef zich echter nauw betrokken voelen bij de wereldpolitiek vanuit een communistische visie, en engageerde zich onder meer met het verzet tegen de oorlog in Vietnam.